# Al-Nasir al-Din Muhammad
Al-Nasir al-Din Muhammad, död 1430, var en egyptisk regent. Han var sultan i mamlukdynastins Egypten mellan 1421 och 1422.